# 勝俣孝明
勝俣 孝明（かつまた たかあき、1976年4月7日 - ）は、日本の政治家。自由民主党所属の衆議院議員（5期）、自由民主党国土交通部会長。
環境大臣政務官、農林水産副大臣、衆議院外務委員長を歴任。

## 来歴
静岡県沼津市生まれ（現住所は沼津市花園町）。沼津市立門池小学校と沼津市立門池中学校を卒業。静岡県立沼津東高等学校から学習院大学経済学部へと進む。同大学卒業後、慶應義塾大学大学院経営管理研究科を修了した。
2000年4月にスルガ銀行株式会社に入社。2010年12月に同社を退職し、政治活動を開始。
2012年12月16日の第46回衆議院議員総選挙に、静岡6区から自由民主党公認で出馬。小選挙区においては、民主党の渡辺周に敗れるも、比例東海ブロックで復活し初当選。
2014年12月14日の第47回衆議院議員総選挙に、静岡6区から出馬。選挙戦では「地方に景気回復の実感を届ける」と訴えた。7選を目指す渡辺を阻もうと首相の安倍晋三ら自民党幹部も応援に入り、また、公明党の支援も受けたが及ばず、比例東海ブロックで復活し、再選を果たした。
2017年7月に二階派に入会。同年10月の総選挙において、選挙区では及ばなかったが比例東海ブロックで復活し3選。
2018年10月、 第4次安倍改造内閣で環境政務官に就任。
2021年10月31日の第49回衆議院議員総選挙で渡辺を初めて小選挙区で破り4選。
2022年8月、第2次岸田第1次改造内閣で農林水産副大臣に就任。
2023年10月、衆議院常任委員会である、衆議院外務委員長に就任。
2024年（令和6年）10月27日執行の第50回衆議院議員総選挙では、小選挙区で渡辺に敗れたが、自身4回目の比例復活で通算5期目の当選を果たした。同年11月13日、衆議院外務委員長に再任。同年11月15日、自由民主党国土交通部会長に就任。

## 政策

### 憲法改正
- 憲法改正に賛成[15]。
- 憲法9条の改正に賛成[16]
- 集団的自衛権の行使を禁じた政府の憲法解釈を見直すことに賛成[15]。
- 日本の核武装について今後の国際情勢によっては検討すべきとしている[15]。

### 消費税増税
- 2012年の公開アンケートにおいて、消費税を2014年4月に8%、2015年10月に10%まで引き上げる法律が成立したことについて「法律通りに引き上げるべきだ」と回答している[15]。
- 2014年の公開アンケートにおいて、「2017年4月に消費税率を10%に引き上げるべきだ」と回答している[17]。
- 2017年の公開アンケートにおいて、消費税を2019年10月に10%に引き上げることについて「賛成」と回答している[18]。
- 「消費税0%の検討」を掲げた『国民を守るための「真水100兆円」令和2年度第2次補正予算に向けた提言』に賛同している[19]。

### その他
- 首相の靖国神社参拝は問題ない[16]。
- ヘイトスピーチを法律で規制することに賛成[16]。
- 村山談話と河野談話の見直しに賛成[16]。
- 選択的夫婦別姓制度の導入に反対[20]。

## 著書
- 『超・環境経営のススメ。　地球環境問題からビジネスチャンスを探る』 舵社 2020

## 政治資金
- 勝俣が代表を務める政治団体が、国からの補助金交付決定後に上川陽子と望月義夫に献金した同じ総合物流会社から、2013年に計70万円の寄付を受けていた[21][22][23]。政治資金規正法は補助金の交付決定通知から1年間、政党や政治資金団体への寄付を禁じ、交付決定を知りながら寄付を受けることを禁じている[22][23]。

## 所属団体・議員連盟
- 自民党たばこ議員連盟[24]
- 日本会議国会議員懇談会[25]（副幹事長）
- 神道政治連盟国会議員懇談会[25]
- みんなで靖国神社に参拝する国会議員の会[25]
- 国際観光産業振興議員連盟
- 日本の印章制度・文化を守る議員連盟（幹事）[26]

## 選挙歴
| 当落 | 選挙                   | 執行日         | 年齢 | 選挙区      | 政党       | 得票数     | 得票率 | 定数 | 得票順位 /候補者数 | 政党内比例順位 /政党当選者数 |
| ---- | ---------------------- | -------------- | ---- | ----------- | ---------- | ---------- | ------ | ---- | ------------------ | ---------------------------- |
| 比当 | 第46回衆議院議員総選挙 | 2012年12月16日 | 36   | 静岡県第6区 | 自由民主党 | 10万3967票 | 40.83% | 1    | 2/4                | 1/7                          |
| 比当 | 第47回衆議院議員総選挙 | 2014年12月14日 | 38   | 静岡県第6区 | 自由民主党 | 10万2714票 | 43.68% | 1    | 1/3                | 2/8                          |
| 比当 | 第48回衆議院議員総選挙 | 2017年10月22日 | 41   | 静岡県第6区 | 自由民主党 | 10万8157票 | 45.75% | 1    | 2/3                | 1/8                          |
| 当   | 第49回衆議院議員総選挙 | 2021年10月31日 | 45   | 静岡県第6区 | 自由民主党 | 10万4178票 | 46.09% | 1    | 1/3                | /                            |
| 比当 | 第50回衆議院議員総選挙 | 2024年10月27日 | 48   | 静岡県第6区 | 自由民主党 | 10万88票   | 44.42% | 1    | 2/3                | 3/7                          |